# Chironomus strenzkei
Chironomus strenzkei är en tvåvingeart som beskrevs av Ernst Josef Fittkau 1968. Chironomus strenzkei ingår i släktet Chironomus och familjen fjädermyggor. Inga underarter finns listade i Catalogue of Life.